# Gunzelin de Meissen
Gunzelin de Kuckenburg (n. cca. 965 – d. cca. 1017) a fost margraf de Meissen între 1002 și 1009.
Gunzelin a fost cel de al doilea fiu al margrafului Gunther de Merseburg și de Meissen, frate mai mic al lui Eckard I de Meissen și frate vitreg cu regele Boleslau I al Poloniei.
În 1002, ca urmare a încercării nereușite a lui Eckard I de a ocupa tronul și a asasinării sale, Boleslau al Poloniei a ocupat Meissen, însă noul rege al Germaniei Henric al II-lea l-a silit să renunțe la achiziția teritorială și să accepte în schimb Marca de Luzacia. Astfel, Luzacia a fost desprinsă din Marca de Meissen, iar aceasta din urmă a revenit lui Gunzelin, la solicitarea lui Boleslau însuși.
În toamna anului 1004, Gunzelin a participat la asediul reușit al regelui Henric al II-lea asupra Burg Budusin, din apropiere de Bautzen, care fusese ocupat de poloni din 1002. Cronicarul Thietmar de Merseburg relatează că acel castel ar fi fost distrus din temelii dacă Gunzelin nu ar fi insistat ca polonilor să li se permită să plece de bună voie, iar castelul a scăpat astfel de distrugerea totală. Totuși, polonii, pe drumul de retragere, au devastat unele părți ale mărcii. În ceea ce îl privește, Gunzelin și-a stabili reședința în continuare chiar în Budusin.
Gunzelin s-a aflat în dispută cu nepoții săi de frate, Herman și Eckard, în cadrul a ceea ce a constituit unul dintre "cele mai urâte" războaie civile din Germania secolului al XI-lea. Disputa avea ca bază "insulta și umilirea cauzată de cucerirea și distrugerea unei rezidențe fortificate". De asemenea, ea a pornit și din acuzația potrivit căreia Gunzelin ar fi angajat pe unii venzi capturați ca sclavi ai populației evreiești.
Gunzelin și Boleslau s-au menținut în relații amicale până la 1009, atunci când Gunzelin a fost depus de către Henric, în baza suspiciunii unei alianțe cu Boleslaus îndreptate împotriva regelui. Gunzelin s-a deplasat la Merseburg pentru a participa la o adunare, în cadrul căreia a fost arestat și plasat sub custodia episcopului Arnulf de Halberstadt. Gunzelin a stat închis vreme de opt ani în satul Ströbeck din arhidieceza de Magdeburg, iar funcția sa a fost preluată de către nepotul său Herman I. El a petrecut perioada de detenție jucând șah și predând regulile acestui joc sătenilor. Eliberat în 1017, a murit la puțină vreme după aceea.